# OTTAVA Salone
『OTTAVA Salone』(オッターヴァ サローネ)は、クラシック音楽専門インターネットラジオ局のOTTAVAで放送されている番組である。

## 概要
2014年10月1日、OTTAVAの「第2の開局」と同時にスタートした。2021年1月18日より、スタジオ移転にともない、放送を休止中である。
「salone」は「サロン」を意味するイタリア語。本田聖嗣によると「日本語の『サロン』は『大きめの部屋』くらいの感覚だが、イタリア語の『salone』は英語に直すと『hall』、大きな広間をさす」とのこと。
2020年4月1日のOTTAVAの番組改編で録音番組となった。それ以前は、OTTAVAスタジオ(2014年10月1日 - 2015年4月9日は目白スタジオ、2015年4月13日 - 2018年6月29日は一番町スタジオ、2018年7月2日 - は天王洲の本社スタジオやサテライトスタジオ「OTTAVA TENNOZ TMMT Studio」)からの生放送だった。
2020年4月から9月、新型コロナウイルスによる感染症防止のために、一部のプレゼンター(一般のラジオ局におけるディスクジョッキーやパーソナリティ)の担当回では、自宅などでのテレワークによる収録が行われていた。
2016年1月18日 - 2017年3月31日、PrimeSeatとの共同制作が行われていた時期、正式な番組名は『PrimeSeat/OTTAVA Salone』(プライムシート オッターヴァ サローネ)に変更されていた。
番組へのメッセージや楽曲のリクエストは電子メールで受け付けている。生放送中のリスナーによるTwitterの投稿は、正式な投稿として扱っていない。ただし、プレゼンターによっては、音声やTwitterの投稿で反応してくれることもある。内容によっては別室のスタッフが反応することもある。

## 2021年1月15日までの放送

### 聴取方法
インターネット接続環境があれば、日本国内はもとより他国からでも聴取可能である。
2020年10月1日現在、本放送は、公式サイトなどでの無料聴取が可能。有料オンデマンドサービス「OTTAVA Plus」で同時聴取とオンデマンド聴取できる。

### 放送時間
無料放送
毎週火曜日 - 金曜日　18:00 - 18:20
有料放送、有料オンデマンド
毎週火曜日 - 金曜日　18:00 - 20:00
OTTAVA Plusで番組を購入すると、スタジオ内の動画つきで視聴できる。

### プレゼンター
この番組においては、企画、進行、選曲、スタジオ内の機器の操作、ゲストへのインタビューなどを、基本的にプレゼンターのみで行う。
- ゲレン大嶋(三線プレイヤー・作曲家) - 火曜日担当
- 斎藤茂(OTTAVA株式会社社長) - 水曜日担当
- 227(ピアノ&パーカッションユニット、広田圭美(Tama)・山下由紀子(Yuki)) - 木曜日担当
- 君塚仁子(オカリナ・フルート奏者) - 木曜日担当
- 角口圭都(サクソフォーン奏者) - 木曜日担当
- 林はるか(チェロ奏者) - 木曜日担当
- yumi(フルート奏者) - 木曜日担当
- 林田直樹(音楽ジャーナリスト・評論家)- 金曜日担当

月曜日と木曜日は週替わりで担当。
また、月曜日は、2020年12月7日より別番組がオンエアされている。

### BGM
トークのBGMやジングルは、ヴォーカル・アンサンブル カペラの演奏によるルネサンスのア・カペラを使用している。番組テーマ曲も彼らの演奏による、作者不詳の「ああ、主なるイエズス・キリスト」(O domine Ihesu Criste)で、アルバム『ディドーの嘆き～あるルネサンス写本の物語』に収録されている。

### リクエストの種類
通常のリクエストのほか、プレゼンターによってはテーマ(お題)を設けてメッセージやリクエストを募集することがある。テーマは放送内でアナウンスがあるほか、本放送開始前にFacebookなどで告知される。
フレーバー・リクエスト
「特に曲名が思い浮かばないけれど、何か気分や状況に合わせた曲をリクエストしたい」というリスナーのメールにプレゼンターが応え、選曲を行う。こじつけも含まれる。
オノマトペ・リクエスト
「メロディーは頭の中に流れているけれど、曲名がどうしても分からない」というリスナーからのリクエスト方法。音階やリズムなどをカタカナで表現して、プレゼンターや他のリスナーの助力を求める。自分でキーボードなどで演奏した音声ファイルをメールに添付してくる場合もある。
お誕生日リクエスト
放送日前後に誕生日を迎えるリスナー、もしくはリスナーの関係者のためにプレゼンターが選曲を行う。
月見クラシック
斎藤の担当回が満月の日に当たった時に、「満月を眺めながら聴きたいクラシック音楽」を募る。

## 2020年9月30日までの放送

### 放送時間
本放送
毎週月曜日 - 金曜日　23:00 - 24:00
OTTAVA Premio会員は、さらに1時間の「Premio Edition」を、公式HPのオンデマンドページから聴取できた。
オンデマンド放送
OTTAVA Premio会員が聴取できた。

### プレゼンター
- 小室敬幸(作曲／音楽学) - 月曜日担当
- 森雄一(ラジオDJ) - 火曜日担当
- Mercoledi(中村愛(ハーピスト)・山田磨依(ピアニスト)) - 水曜日担当
- 君塚仁子(オカリナ・フルート奏者) - 木曜日担当
- 角口圭都(サクソフォーン奏者) - 木曜日担当
- 林はるか(チェロ奏者) - 木曜日担当
- yumi(フルート奏者) - 木曜日担当
- 林田直樹(音楽ジャーナリスト・評論家) - 金曜日担当

木曜日は週替わりで担当する。

## 2020年3月31日までの放送

### 放送時間
本放送
毎週月曜日 - 金曜日　18:00 - 22:00
このうち、21:00 - 22:00は、OTTAVA Premio会員のみが聴取できた。

### プレゼンター
- 小室敬幸(作曲／音楽学) - 月曜日担当[注 5][注 6][注 7]
- 斎藤茂(OTTAVA株式会社社長) - 火曜日担当[注 8]
- 中村愛(ハーピスト)・山田磨依(ピアニスト) - 水曜日担当[注 9]
- 飯田有抄(クラシック音楽ファシリテーター) - 木曜日担当[注 10][注 11]
- 林田直樹(音楽ジャーナリスト・評論家) - 金曜日担当[注 12][注 13]

#### 過去のプレゼンター
- 伊藤悠貴(チェリスト、2019年2月19日) - 斎藤とともに番組を担当

### コーナー
カウント・ダウン・トゥ・ラ・フォル・ジュルネTOKYO2019(全曜日)
18時台のコーナー。各曜日のプレゼンターが、ラ・フォル・ジュルネTOKYOの魅力を語り、オススメ公演や最新情報を紹介する。
Tokyo Meeting Point(毎月の第2月曜日)
東京文化会館で広報を担当する里神大輔を迎えて、小室がおすすめの公演を紹介する。
あの曲を探せっ！OTTAVA探偵団(月曜日)
過去に「音源がOTTAVAにない」という理由で没になったリクエスト楽曲について、小室が、オンエアできる音源がないかどうか探す。
今夜の巨匠～ザ・マエストロ～(月曜日)
過去の名指揮者のヒストリカル音源を小室が紹介する。
最後がスゴい曲 ～コーダでどーだ！？～(月曜日)
コーダにどんでん返し的な迫力がある楽曲を小室が紹介する。
OTTAVA Navi ～ゆく月、くる月～(毎月の第4月曜日)
小室がかつて担当していた番組『OTTAVA Navi』で扱われていたような、クラシック音楽界の昨今の話題や公演情報を紹介する。
コンピレーションの森(火曜日)
斎藤が決めたテーマに基づいてリスナーに選曲をしてもらい、それを元に毎回コンピレーション・アルバムを作っていく。TBS時代のOTTAVAのリクエスト番組『OTTAVA con brio』での人気コーナーを復活させたもの。
企画会議(火曜日)
2020年2月29日に多賀城で開催される「つながる心　つながる力　みんなでつくる復興コンサート2020 supported by KDDI」に向けてのコーナー。コンサートに関するアイディアをリスナーから募り、紹介する。復興コンサートの特設サイト上でも、並行して同内容の「企画会議コラム」が連載されている。
Tシャツプレゼンテーション(火曜日)
リスナーから送られたTシャツを斎藤が着て、自らを広告媒体としてリスナーの店やサービスなどの宣伝を行う。
ヒロシの部屋(火曜日)
第2部のコーナー。哀愁に満ちたBGMに乗せて、リスナーから投稿された「○○です」という自虐に満ちたぼやきを斎藤が読み上げる。
ワンダフルLAB ～DogLAB Monthly Journal(毎月の最終火曜日)
犬の鋭敏な嗅覚でがんのリスクを判定してもらう「がん探知犬ドッグラボ」の最新情報を、恒松孝幸(株式会社ドックラボ代表取締役社長)と斎藤が紹介する。
加藤訓子の音のコラム(火曜日)
世界を旅するパーカッション奏者の加藤訓子が、旅先で出会ったものごとや音楽などについて語る、録音によるコーナー。
みんなで鳴らそうシングル・ベル(クリスマス直近の斎藤の担当日)
斎藤がルロイ・アンダーソン「そりすべり」に合わせてスレイベルを演奏する。クリスマスに一人で寂しくラジオを聴いているリスナーをOTTAVAがハブとなって繋ぎ合わせるという趣旨の、おひとりさま優先企画。2014年12月25日と2015年12月24日、2016年12月21日、2017年12月19日、2018年12月25日、2019年12月24日に演奏されている。
めぐっぺのコーナー(水曜日)
中村(愛称が「めぐっぺ」)が単独で進行するコーナー。事前に発表したテーマでリクエストを募り、楽曲を紹介する。ゲストを招くこともある。
まいまいのコーナー(水曜日)
山田(愛称が「まいまい」)が単独で進行するコーナー。事前に発表したテーマでリクエストを募り、楽曲を紹介する。
ベタですが、なにか？　ベタ is Better～やっぱり聴きたいド名曲！(木曜日)
有名すぎるベタな名曲のリクエストを飯田が募り、紹介するコーナー。過去に採用された楽曲については、リスナーがまとめたリストが公開されている。
本の紹介(金曜日)
林田がオススメの本を朗読し、紹介する。
ひらけ、合唱(金曜日)
合唱曲を林田が紹介し、リスナーからのメールを紹介する。
サライから今週のピックアップ(金曜日)
林田が雑誌『サライ』やウェブサイト「サライ.jp」からオススメの記事などを紹介する。

### エピソード
- 2019年10月29日から2020年3月31日まで、OTTAVA Premio会員向けにスタジオのライブ動画配信が行われた。
- 2018年11月より水曜日を担当する中村と山田は、番組中でユニット名を公募。「Mercoledi」(メルコレディ、イタリア語で「水曜日」の意)に決定した。ひんぱんにゲスト出演する伊藤悠貴と小宮正寛も、響きの連想からリスナーに2人1組で「メルコメンズ」と呼ばれることがある。
- 2019年1月3日(プレゼンター：飯田)には、飯田により三味線端唄「夜桜や」「せつほんかいな」が演奏された。
- 2019年2月19日(プレゼンター：斎藤)には、伊藤悠貴が「4時間出てみたい」と出演、斎藤とともに番組を担当した。伊藤はこの日、イギリスから帰国したばかり。偶然同じ飛行機に乗り合わせた藤田真央を、急遽ゲストとして迎えた。
- 2020年1月2日(プレゼンター：飯田)には、飯田により三味線端唄「六段くずし」「奴さん」が演奏された。この日、飯田は和服姿で出演した。

## 2018年11月2日までの放送

### 放送時間
本放送
毎週月曜日 - 金曜日　19:00 - 22:00
ニコニコ動画では、30分から1時間程度、「残業」「居残り放送」「放課後」と呼ばれる延長放送が行われることがあった。

### プレゼンター
- 森雄一(ディスクジョッキー、2017年4月3日 - 2018年4月9日) - 月曜日担当[注 15]
- 小室敬幸(作曲／音楽学、2018年4月15日 - ) - 月曜日担当[注 16]
- 斎藤茂(OTTAVA株式会社社長) - 火曜日担当[注 17][注 18][注 19]
- 本田聖嗣(ピアニスト) - 水曜日担当[注 20][注 21][注 22][注 23]
- 飯田有抄(クラシック音楽ファシリテーター) - 木曜日担当[注 24][注 25]
- 林田直樹(音楽ジャーナリスト・評論家) - 金曜日担当[注 26]

### コーナー
2018年11月5日以降の『OTTAVA Salone』で継続するコーナーは除く。
プレゼンターからのオススメ
公式サイトの「プレゼンターからのオススメ」とリンクしたコーナー。プレゼンターが、自身の選んだアイテムを紹介する。リスナーがアイテムを公式サイト経由のネットショッピングで購入すると、アフィリエイト報酬がOTTAVAの収入となる。アイテムは音楽CDのほか、本やDVD、食品、飲料、雑貨、家電製品など多岐にわたる。OTTAVAの「第2の開局」による放送開始当初は全曜日にコーナーが設けられていたが、2017年6月の時点では、スポンサー企業とのコラボレーション期間を除き、プレゼンターの裁量に任せられていた模様。
2017年6月末をもって上記ページの更新が休止となったため、番組内コーナーも休止となった。
ラ・フォル・ジュルネ・オ・ジャポン2017カウントダウン(全曜日)
19時台のコーナー。各曜日のプレゼンターが、ラ・フォル・ジュルネ・オ・ジャポンの魅力を語り、2017年のオススメ公演や最新情報を紹介する。提供はCASIO CELVIANO Grand Hybrid、MDパートナーズ、電子楽譜GVIDO、YAMAHA mysoundほか。
OTTAVA Bravo Brassの予告(月曜日)
森がプレゼンターをつとめる土曜日の番組『OTTAVA Bravo Brass　ブラバンピープル集まれ！オザワ部長のLet’s吹奏楽部』の予告編。
サローネ・プラネタリウム(月曜日)
「準星空案内人」の資格を持つ森が、星や宇宙に関する話題や情報、物語を紹介する。TBS時代のOTTAVAのリクエスト番組『OTTAVA con brio』での人気コーナー「コンブリオ・プラネタリウム」を復活させたもの。
ふれあい他火(月曜日)
かつて日本政府観光局に勤務していた森が、旅や観光に関する話題や情報を紹介する。タイトルの「他火」(たび)は「旅とは他人の火にやっかいになること」という言葉が由来。森は「た」にアクセントを置いて発音する。
日本全国ハンドベルを巡る旅！(月曜日、月1回)
2016年12月19日 - 2017年8月28日に月1回設けられた。森がハンドベルの魅力について語り、楽曲やコンサート情報を紹介した。2017年11月13日と20日に復活、19日に開催された第41回全国ハンドベルフェスティバルの情報が紹介された。
クラウドファンディングのコーナー(火曜日)
2016年4月13日 - 5月4日の斎藤の担当回に設けられたのが最初。その年のラ・フォル・ジュルネ・オ・ジャポン参加のためのクラウドファンディングの情報を紹介し、コレクター(支援者)やリスナーからのメッセージを紹介した。
2017年にも同趣旨でのクラウドファンディングを開始したのを受けて、3月22日 - 4月25日に設けられた。
BGMには、バッハ『クリスマス・オラトリオ』第10曲「シンフォニア」が用いられる。
OTTAVA 小Navi(水曜日)
本田が演奏会や音楽に関係する展覧会などの情報を紹介する。
音読のグルメ(水曜日)
「音楽は心のごはん」という本田が、主に「食」に関する本を音読する。料理人・料理研究家による本や、作曲家がどんな食事をしていたか考証する本、ピーター・メイルの『南仏プロヴァンス』シリーズ、食の歴史についての本など。
総選挙(水曜日)
本田が決めたテーマでリスナーからメールでの投票を募り、順位を紹介する。2017年5月3日の時点で3回開催されている。
- ピアノ協奏曲総選挙 - 結果発表：2015年2月24日、1位：ラフマニノフ「ピアノ協奏曲第2番ハ短調　Op.18」
- ショパン総選挙 - 結果発表：2015年7月28日、1位：「ピアノ協奏曲第1番ホ短調　Op.11」と「即興曲第4番嬰ハ短調　Op.66『幻想即興曲』」

- モーツァルト交響曲総選挙 - 結果発表：2017年5月3日、1位：「交響曲第40番　K.550」

Radio ぶらあぼ(木・金曜日)
各曜日のプレゼンターが、クラシック音楽情報誌『ぶらあぼ』や同誌のWeb媒体『WEBぶらあぼ』から注目の公演をピックアップし、見どころ聴きどころを紹介する。
2018年2月20日 - 3月20日のファーストシーズンには、月・水・金曜日は18:30 - 18:45、火・木曜日は拡大版として18:30 - 19:00にオンエアされていた。
2018年4月19日 - 6月15日のセカンドシーズンは、木・金曜日の18:30 - 19:00にオンエアされていた。
女子力アップ！クラシック(木曜日)
飯田が、リスナーから好きなスウィーツや花の情報とそれにまつわる曲を募り、紹介する。コーナー名に「女子力」とあるが、男女を問わない。
しいコレ(木曜日、隔週)
菅谷詩織が進行するコーナー。コーナー名は「しいこ(菅谷の愛称)コレクション」の略。「踊れるクラシック」「引きこもりクラシック」など菅谷が決めたテーマに従って楽曲をセレクトし、リクエストを募り、紹介する。飯田とのユニット「一番町小町」によるトイピアノと鍵盤ハーモニカの生演奏も披露される。
発掘！ハイドーン！(木曜日)
ハイドンの楽曲を聴きつつ、「ハイドンという窓から見える古典派のチャーミングな音楽世界」をみんなで楽しむ。
夜の行方〜大人の香りクラシック(木曜日)
これぞ大人！というムードたっぷりの音楽や、リスナーの「大人観」や「大人だなぁと感じる時」エピソードなどを飯田が募り、紹介する。
もし大作曲家と友だちになれたら…(木曜日)
作曲家のエピソードが綴られた同名の本(スティーヴン・イッサーリス著、音楽之友社刊)を飯田が朗読し、その作曲家の楽曲を紹介する。
もの思いクラシック(木曜日)
リスナーにもの思いにふけってもらうための楽曲を飯田が選んでオンエアする。
気まぐれアリー's セレクション(木曜日)
飯田が「最近感動した作品、気になった作曲家、はたまた、OTTAVAのライブラリに届いた新譜や偶然発掘（！）して聴いてみたくなったCDなど」を紹介する。
音の風景(金曜日)
林田がICレコーダーで録音した「街や公園、学校、寺社仏閣、祭りばやし、電車や踏切、劇場ロビーの音など」をオンエアし、楽曲につなげていく。リスナーによる投稿音源も募集している。
駆け足でめぐるイギリス音楽の歴史～過小評価の理由を探る
2017年8月2日、小室が本田の代演をつとめた際に設けられた。音楽史の視点から、イギリス音楽をひもといた。林田直樹らによるクラウドファンディング「英国の作曲家ディーリアスの晩年を描いた伝記の日本初の翻訳出版＆ヴァイオリン・ソナタ全曲演奏会を成功させたい！」を援護射撃する企画。

### エピソード
- 2018年10月31日まで、ニコニコ動画OTTAVAチャンネルでの生放送聴取が可能であった。基本的には音声のみの配信だが、生放送ではスタジオのライブ動画の配信が可能。森雄一、林田直樹、小室敬幸が動画配信を行っていた。他のプレゼンターも、コメント機能やアンケート機能を利用して、リスナーとリアルタイムでの双方向コミュニケーションを行っていた。
- 2018年1月4日(プレゼンター：飯田)の延長放送枠では、飯田により三味線端唄「梅は咲いたか」「玉川」「相撲甚句」「深川くずし」「ストトン節」「三下がりさわぎ」が演奏された。
- 2018年3月6日(プレゼンター：斎藤)には、小室が佐藤彦大をともなってゲスト出演。小室が企画し佐藤が出演するサロンコンサート「OTTAVA Night vol.5　あなたの知らないロシアン・ピアニズムの世界」の宣伝を行った。小室は3月8日(プレゼンター：飯田)にも、単独でゲスト出演した。
- 2018年4月12日(プレゼンター：飯田)の延長放送枠には、「しいコレ」をこの日で卒業する菅谷詩織のほか、小室が出演。3人で対談を行った。また、「一番町小町」の演奏を小室が録画し、Facebookに投稿した[24][25][26]。

## 2017年3月31日までの放送

### 放送時間
本放送
毎週月曜日 - 金曜日　18:00 - 21:00(2016年1月11日 - 9月30日)
毎週月曜日 - 金曜日　19:00 - 22:00(2016年10月3日 - 2017年3月31日)
ニコニコ動画ではほぼ毎回、30分から1時間程度、「残業」「居残り放送」「放課後」と呼ばれる延長放送が行われた。

### プレゼンター
- 森雄一(ディスクジョッキー、月・火曜日担当)
- 斎藤茂(OTTAVA株式会社社長、水曜日担当[注 31])
- 飯田有抄(音楽ライター・翻訳家、木・金曜日担当[注 32][注 33][注 34][注 35][注 36])

### コーナー
2017年4月3日以降の『OTTAVA Salone』で継続するコーナーは除く。
OTTAVA Collection
「各プレゼンターの好きなもの、得意なもの、そしてみなさんと一緒に楽しんでもらえそうなものを」コーナー化したもの。2016年1月 - 9月は19時台に、2016年10月 - 2017年3月は20時台に放送された。

ふれあい他火(月曜日)
日本全国ハンドベルを巡る旅！(月曜日、月1回)
シネマdeクラシック(火曜日)
森がクラシック音楽に縁がある映画を紹介する。
コンピレーションの森HD(水曜日)
カワイイは無敵だ！(木曜日)
飯田が「カワイイ」と判定した楽曲だけを特集して紹介する。
カッコいいは最強だ！(木曜日)
上記「カワイイは無敵だ！」のない週に設けられるコーナー。飯田が「カッコいい」と判定した楽曲だけを特集して紹介する。
しいコレ(木曜日、隔週)
もの思いクラシック(金曜日)
Nature Sound Mix
2016年4月27日と5月5日、ゲレン大嶋が飯田の代演をつとめた際に設けられた。『PrimeSeat/OTTAVA Aria』内の同名コーナーと同じ形式で、クラシック音楽と自然音をミックスしたものが流された。
バッハからの突然変異(ミューテーション)
2017年2月3日、小室敬幸が飯田の代演をつとめた際に設けられた。バッハの楽曲を後世の作曲家が編曲した楽曲を集中して流した。コーナー名はサミュエル・バーバーの楽曲名。当時OTTAVAが募集中だったクラウドファンディングのプロジェクト「低価格コンピレーションCDを作りたい！第2弾『夜、瞑想のバッハ～Bach in the midnight』」にちなんだ企画。
Love Sports(月曜日)
森がスポーツに関する話題や情報を紹介する。
Bravo Brass ブラバンピープル集まれ！ オザワ部長のLet’s 吹奏楽部(火曜日)
森と『みんなのあるある吹奏楽部』シリーズの編著者オザワ部長が、日々練習に励む吹奏楽部員を応援し、吹奏楽の名曲や話題・情報を紹介する。吹奏楽部・楽団が演奏した楽曲も募集し、紹介した。2016年11月8日で終了。19日から独立した番組『OTTAVA Bravo Brass　ブラバンピープル集まれ！オザワ部長のLet’s吹奏楽部』として再スタートした。
OTTAVA Bravo Brass mini(火曜日)
前述の番組『OTTAVA Bravo Brass　ブラバンピープル集まれ！オザワ部長のLet’s吹奏楽部』の予告編。
萌える青春(火曜日)
森が鉄道などの趣味についてひたすら語るコーナー。
ショートポエム(月曜日・火曜日)
番組の終盤で、明日を明るく迎えるショートポエムを森が朗読する。
OTTAVAミクミクスタジオ(火曜日)
ニコニコ動画での延長放送枠内のコーナー。森が初音ミクの魅力について語る。初音ミクを知らない、または初音ミクに偏見を持つリスナーに、正しい知識を持ってもらい、「面白い」「楽しい」と感じてもらえることをめざした。
ミクの日＝3月9日を前にした2016年3月8日に、森はコーナーの終了を宣言した。しかしその後も不定期に、森はボーカロイドに歌わせた楽曲を延長放送枠内で披露している。「花は咲く」(3月15日)、「オブ・ラ・ディ、オブ・ラ・ダ」(4月12日)、BOØWYの「DREAMIN'」(5月10日、この楽曲ではIAを使用)、ジョン・ラター「このうるわしき大地に(For the Beauty of the Earth)」(8月30日)、μ's「START:DASH!!」(9月12日と13日)など。
ボーカロイドの歌唱の入らないDTMによる楽曲を披露することもある。ラジオ体操第1と第2の曲(10月10日、本放送の時間内)、大野雄二「犬神家の一族～愛のバラード」(10月31日)など。
クラシックdeドボン！(水曜日)
ニコニコ動画での延長放送枠内のコーナー。ニコニコ動画のコメント機能を活用したゲーム。斎藤が「誰もが知っているクラシックの楽曲」を募集し、1分間流す。それをみんなで聴いた結果、リスナーの「知らない」というコメントが投稿されなければ合格、1つでも投稿されればドボン(不合格)。過去に採用された楽曲については、リスナーがブログにまとめている。
オープニング小芝居(水曜日)
番組の冒頭で、リスナーから寄せられた小芝居のスクリプトを斎藤が演じた。登場人物は作曲家、演奏家、オペラの登場人物など音楽関係者。2014年10月の番組スタートから12月末まで設けられた。
その後もたまに単発で復活。2015年12月24日の放送ではクリスマス・イヴの特別企画としてオペラ『ドン・ジョヴァンニ』のレポレッロを、2017年1月4日の放送ではオペラ『魔笛』のパパゲーノを主人公にしたスクリプトが演じられた。
企画会議(水曜日)
2017年3月4日に仙台で開催された「つながる心　つながる力　みんなでつくる復興コンサート2017 supported by KDDI」に向けてのコーナー。コンサートに関するアイディアをリスナーから募り、紹介する。復興コンサートの特設サイト上でも、並行して同内容の「企画会議コラム」が連載されていた。
上記とは別に、「コンピレーションの森HD」の次のテーマをリスナーから募り、紹介する時間も「企画会議」と呼ばれることがある。
BGM向上委員会選定　この場所・シーンにはこのクラシック(木曜日・金曜日)
「ある場所や場面でのBGMにふさわしいと思われる楽曲」をリスナーから募る。
学習指導要領上等！ 学校で聴かせたいクラシック(木曜日・金曜日)
「先生になったつもりで、小中高校生たちに聴かせたい楽曲」をリスナーから募る。
○○に聴こえるクラシック(木曜日・金曜日)
「動物の鳴き声など、思わぬ聞こえ方をする楽曲」をリスナーから募る。
ここ掘れワンワン(木曜日・金曜日)
ニコニコ動画での延長放送枠内のコーナー。飯田がOTTAVAのアーカイヴやCD置き場で偶然発見した楽曲を、みんなで聴く。
調性音楽の世界(木曜日・金曜日)
「ハ長調」「ニ短調」など一回に一つの調について、飯田がトイピアノを弾きながら説明し、特性がよく出ている曲を紹介する。
この楽器ならこの曲だ！(木曜日・金曜日)
「チェンバロ」「ファゴット」などの楽器に対して、「その楽器が活躍している、楽器の良さが生きている楽曲」をリスナーから募る。
おでんdeクラシック(木曜日・金曜日)
リスナーが好きなおでんの具(たとえばがんもどきやちくわぶなど)とその理由を投稿してもらい、飯田がそれに合いそうな楽曲を選んで流す。

### エピソード
- 2016年3月10日(プレゼンター：飯田)に、「加藤訓子の演奏によるスティーヴ・ライヒの楽曲」というリクエストがリスナーから寄せられた。OTTAVAのアーカイヴに登録されていないため飯田は「ない」と返答しようとしたが、『PrimeSeat/OTTAVA Liberta』[注 39]終了後も残っていた林田直樹が聞きつけ、自身の手元にあったCDを飯田に届けてリクエストに応じた。
- 2016年3月11日(プレゼンター：飯田)、延長放送枠に森が出演。「ホワイトデーのお返し」として手作りのポン・デ・ケイジョを飯田に贈り、ニコニコ動画のアンケート機能についてレクチャーした。また、東日本大震災から5年ということで、森が初音ミクに合唱させた「花は咲く」を流した。
- 2016年4月9日の放送(プレゼンター：飯田)直前に、『PrimeSeat/OTTAVA Liberta』終了後の林田が「今日は夜もずっとスタジオで仕事するので、飯田さんに呼ばれたらいつでも手伝います」とTwitterに投稿[35]。リスナーからは林田所有のCDからのリクエストが相次いだ。林田は延長放送枠に出演、飯田と対談を行った。
- 2016年4月26日(プレゼンター：森)の放送中に、ラ・フォル・ジュルネ参加のためのクラウドファンディング[36]が最終のストレッチ目標である350万円を達成。それを受けて、延長放送枠に斎藤がゼネラルマネジャーとして出演。リスナーにお礼を述べつつ、大塚家具とカシオ計算機が協賛企業となったことを発表した。
- 2016年6月8日と15日(ともにプレゼンター：斎藤)、特設コーナー「IDC OTSUKA presents 家具の音楽、家具と音楽」に本田聖嗣がゲスト出演。ヨーロッパのアンティーク文化について語り、大塚家具有明本社ショールームの「逸品展」に出品されたアンティーク家具に似合うBGM(家具の音楽)を選曲、紹介した。
- 2016年12月30日(プレゼンター：飯田)の延長放送枠では、飯田により三味線端唄「春風が」「三下がりさわぎ」が演奏された。
- 2017年1月5日(プレゼンター：飯田)には、別室で行われていたOTTAVAの新年会に出席していた林田、本田、長井進之介、小室敬幸、菅谷詩織[注 30]がゲスト出演した[37][38]。
- 2017年2月3日(プレゼンター：小室)、ナントのラ・フォル・ジュルネ取材中の飯田と長井による国際電話でのレポートがオンエアされた[39]。
- 2017年3月28日(プレゼンター：森)、「(火曜日の)新人プレゼンター」として、斎藤がゲスト出演。熊本地震の最初の地震の発生時(2016年4月14日[注 32])に放送していた時の思い出などを語った。

## 2016年1月10日までの放送

### 放送時間
本放送
毎週月曜日 - 金曜日 19:00 - 23:00
ニコニコ動画では、5分から30分程度の延長放送も行われた。最長記録は、2015年7月14日（プレゼンター：本田聖嗣）と12月25日（プレゼンター：森）の1時間であったが、2015年12月31日から2016年1月1日にかけて、「OTTAVA Saloneジルベスター＆ニューイヤースペシャル」として、2時間20分の延長放送が行われた（プレゼンター：斎藤）。また、2016年1月1日（プレゼンター：森）の延長放送は、無料放送のリスナーも聴くことができるような形で放送された。
再放送
毎週月曜日 - 金曜日 10:00 - 14:00
毎週土曜日 8:00 - 12:00　13:00 - 17:00　19:00 - 23:00
毎週日曜日 8:00 - 12:00　19:00 - 23:00

### プレゼンター
- 林田直樹（音楽ジャーナリスト、月曜日担当[注 40]）
- 本田聖嗣（ピアニスト、火曜日担当[注 41]）
- ゲレン大嶋（三線プレイヤー、水曜日担当[注 42]）
- 斎藤茂（木曜日担当[注 43]）
- 森雄一（金曜日担当）

### コーナー
2016年1月11日以降の『OTTAVA Salone』で継続したコーナーは除く。
OTTAVAスポンサーシップ(全曜日)
OTTAVAの「第2の開局」時に開始された、リスナーが資金面でサポートする企画「OTTAVAスポンサーシップ」参加者のラジオネームやコメントを紹介するコーナー。企画の参加受け付けが2015年4月末にいったん終了したのにともない、コーナーも終了した。
BGMには、バッハ『クリスマス・オラトリオ』第10曲「シンフォニア」が用いられた。
マーラー・チェンバー・オーケストラ(月曜日)
2015年5月に来日したマーラー室内管弦楽団と日本の聴衆との濃密なコンタクトを図るコーナー。2015年6月時点では、林田による代表やメンバーのインタビューや、楽団の自主製作CDからの楽曲が放送されていた。
夜バッハ(月曜日)
TBS時代の林田の番組『OTTAVA amoroso for weekend』で好評だった日曜日朝のコーナー「朝バッハ」の夜版。番組冒頭にバッハの楽曲を何曲か連続して流す。バッハ以外の楽曲が混ざることもある。
本田に聞いてみよう(火曜日)
リスナーからメールで寄せられた質問に本田が答えた。質問の内容は、本田が留学していたフランス(語学や文化、生活など)や音楽、乗り物(鉄道や航空機など)に関するものが多い。
OTTAVA Salone Wednesday　一番町ギター倶楽部(水曜日)
ゲレン大嶋がギターの名曲を紹介し、リスナーからのギターの楽曲のリクエストに応じる。また、「聴くだけでなく、弾く喜びを伝えたい」と、リスナーがギターを演奏した音源を募集し、紹介する。
2016年1月の番組改編後は、ゲレン大嶋が担当する『OTTAVA Aria』の金曜日に移って継続している。
noi Good Day サプリ(水曜日)
noiの商品開発ディレクター山崎ゆりとゲレン大嶋が、サプリメントとの付き合い方をナビゲートする。noiの社長がOTTAVAのヘビーリスナーであったことが縁で設けられた。リスナー対象の公開モニター制度もあった。
2015年5月27日にいったん終了したが、2015年6月に『OTTAVA Mall』内に復活。2015年3月・4月・5月放送分のアーカイヴも掲載されている。
2016年3月2日から6月29日、ゲレン大嶋が担当する『PrimeSeat/OTTAVA Aria』で一時復活した。コーナー終了後も、毎週水曜日に、サプリメントを紹介する山崎からのメッセージが読み上げられていた。
2017年4月の改編後の『OTTAVA Aria』で再度復活。毎週水曜日に山崎が出演している。
Meet the Sendai Philharmonic 〜つながる心 つながる力〜(木曜日)
2015年3月29日に仙台で開催された「つながる心　つながる力　みんなでつくる復興コンサート2015 supported by KDDI」に向けてのコーナー。仙台フィルハーモニー管弦楽団の活動を斎藤が紹介し、「企画会議」として復興コンサートに関するアイディアをリスナーから募った。
2016年の復興コンサートにおいては、特設サイト上で、同様な「企画会議」が開かれた。
WOWOW 映画はクラシックだ！(木曜日)
クラシック音楽の名曲をフィーチャーした映画がテーマ。斎藤が、リスナーが映画を紹介するメールを読んで楽曲のリクエストに応え、WOWOWで近日放送予定の作品を紹介した。
音楽自慢西東(木曜日)
斎藤が毎週2つの都道府県を取り上げ、クラシック音楽にからめてリスナーに自慢してもらった。
残業カフェ(木曜日)
ニコニコ動画での延長放送枠内に設けられたコーナー。コーナー名は、『OTTAVA con brio』に一時期存在した、残業しながら番組を聴いているリスナーのためのコーナー名を復活させたもの。斎藤が昭和の歌謡曲を歌い、リスナーのメールを紹介し、「『ボケとツッコミ』クラシック」のようなテーマに沿った楽曲リクエストに応じる。
ミッドナイト・クラシック(金曜日)
22時前後のコーナー。「番組もあと1時間だけど、もう少し楽しみたい」というリスナーのリクエストに応えて、森がアップテンポな楽曲を流す。
スロー・ステップ・トゥ・ウィークエンド(金曜日)
金曜日最後のコーナー。森の優しいナレーションの後、リスナーがリクエストしたスローな楽曲が流れる。
2016年10月7日、森が飯田の代演をつとめた金曜日にリスナーの要望により一日限定で復活した。
残業Time(金曜日)
ニコニコ動画での延長放送枠内に設けられたコーナー。メールやニコニコ動画のコメントにリアルタイムで反応しつつ森がトークを行い、楽曲のリクエストに応じる。

### エピソード
- 番組中で、本田は「ビストロ・セイジ」[注 47]、森は「キッチン・モーリー」[注 48]のマスターをそれぞれ名乗った。2014年9月30日の『第2の開局前試験放送』[注 49]（プレゼンター：森）で寄せられた「まるでデパートの最上階。月曜日は『懐石料理・はやしや』、火曜日は『フレンチ・ホンダ』、水曜日は『ウチナー料理・ゲレン』、木曜日は『しっぽりバー・しげる』、金曜日は『キッチン・モーリー』」と各曜日を飲食店にたとえたメールを、森が気に入って採用したのが始まりである。ちなみに、林田は「カレー屋がいい」とコメントした。「うんと辛い激辛で食べてる途中は水も出さないけれど、ちゃんと甘いデザートも用意している」とのこと[52]。のちに林田は、「もしお料理を出すとしたら、私がイの一番に考えることは、なるべく良質で新鮮な素材をさまざまな産地から調達し仕入れることです。それが自分の役回りだと思っています」[53]とも書いている。
- 2015年4月13日の放送では、林田が「OTTAVAでフォンテックの音源が流せることになった」[注 50]旨を報告しつつ、同レーベルのCD「『宇宙戦艦ヤマト2199』からの音楽」（大阪市音楽団）の楽曲を流した。それを受けて、4月17日の放送では、森が「Bravo Brass」内で、イタリアの吹奏楽団ゴマラン・ブラス・クィンテットによる「ルパン三世メインテーマ」（ナクソスのCD『金管五重奏のための映画音楽集』より）を流し、「ヤマトには負けないぞ」と叫んだ。
- 2016年1月5日の放送（プレゼンター：本田）には、別室で行われていたOTTAVAの新年会に出席していた斎藤、林田、ゲレン大嶋が、アルコールが入った状態でゲスト出演した[54]。森も新年会には出席していたが、番組には出演しなかった。本田によると「出たかったが、プロフェッショナルの（ディスクジョッキーの）自分としては、あそこまで酔ってしまったらプロとしての矜持が許さない」とコメントしたとのこと。